# Henryk Jezierski
Henryk Jacek Jezierski (ur. 4 lipca 1955 w Warszawie) – polski geolog, specjalista hydrogeolog, w latach 2007–2011 podsekretarz stanu w Ministerstwie Środowiska i główny geolog kraju.

## Życiorys
W 1980 ukończył studia na Wydziale Geologii Uniwersytetu Warszawskiego. Do 1991 pozostawał zatrudniony w Zakładzie Hydrogeologii i Geologii Inżynierskiej Państwowego Instytutu Geologicznego, gdzie w 1990 na podstawie pracy Teoretyczne podstawy regionalnej oceny efektywności zagospodarowania wód podziemnych uzyskał stopień naukowy doktora geologii.
W latach 1992–2006 zajmował stanowisko dyrektora Departamentu Geologii i Koncesji Geologicznych w Ministerstwie Środowiska, w 2006 był jednocześnie zastępcą dyrektora generalnego resortu.
Po odejściu z ministerstwa zajmował się działalnością doradczą, m.in. jako ekspert Banku Światowego, doradca prezesa Wyższego Urzędu Górniczego oraz konsultant w Polskim Górnictwie Naftowym i Gazownictwie S.A.
Należy do Międzynarodowego Stowarzyszenia Hydrogeologów i Polskiego Towarzystwa Geologicznego. Wchodził w skład Komisji Dokumentacji Hydrogeologicznych oraz Komisji Hydrogeologii Komitetu Geologii Polskiej Akademii Nauk. Przez kilkanaście lat był członkiem komitetu redakcyjnego „Przeglądu Geologicznego”. Zasiadał w radach naukowych jednostek PAN oraz w Radzie Geologicznej przy ministrze środowiska, a także w radach nadzorczych spółek akcyjnych Węglokoks, Kompania Węglowa i inne.
Opublikował kilkadziesiąt prac naukowych z dziedziny górnictwa, geologii, ochrony środowiska.
26 listopada 2007 został powołany na stanowisko podsekretarza stanu i Głównego Geologa Kraju w Ministerstwie Środowiska. Funkcję tę pełnił do 12 grudnia 2011.